# Hippolyte Van den Bosch
Hypoliet van den Bosch est un footballeur et entraîneur belge né le 30 avril 1926 à Bruxelles (Belgique) et mort le 1er décembre 2011.

## Biographie
Hypoliet van den Bosch dit "Polyte"  joue comme attaquant au White Star AC de Bruxelles et au Royal SC Anderlecht dans les années 1950. Avec les Mauves et Blancs, succédant à Jef Mermans à la pointe de l'attaque en 1953, il est meilleur buteur du Championnat de Belgique en 1954 avec 29 buts marqués. Il remporte quatre fois le titre en 1954, 1955, 1956 et 1959.
Il participe à la première Coupe d'Europe des clubs champions en 1955, contre les Hongrois de Vörös Lobogó (défaites 3-6 et 1-4). Il marque trois des quatre buts anderlechtois.
Il a été international de 1953 à 1957 (8 sélections et 3 buts marqués). Il a participé à la Coupe du monde de 1954.
En 1972, il remplace Georg Kessler, comme entraîneur d'Anderlecht et remporte la Coupe de Belgique.
Il est inhumé à Anderlecht.

## Palmarès de joueur
- International belge de 1953 à 1957 (8 sélections et 3 buts marqués)
- première sélection: le 22 novembre 1953, Suisse-Belgique, 2-2 (match amical; il marque les deux buts)
- Participation à la Coupe du monde 1954 (2 matches)
- Champion de Belgique en 1954, 1955, 1956 et 1959 avec le RSC Anderlecht
- Meilleur buteur du championnat de Belgique en 1954 (avec 29 buts)

## Palmarès d'entraîneur
- Vainqueur de la Coupe de Belgique en 1973 avec le RSC Anderlecht
- Vainqueur de la Coupe de la Ligue Pro en 1973 avec le RSC Anderlecht